# Ive balanoglossi
Ive balanoglossi is een eenoogkreeftjessoort. De wetenschappelijke naam van de soort is voor het eerst geldig gepubliceerd in 1879 door Mayer.